# Me siento tan sola (canción)
«Me siento tan sola» es una exitosa canción pop escrita e interpretada por la cantante mexicana Gloria Trevi. Fue lanzado como el tercer sencillo para su tercer álbum de estudio del mismo título, para agosto del año 1992.

## Antecedentes y significado
Se convirtió en otro mayor éxito del disco junto al sencillo Con los ojos cerrados y dominó las listas de radio en México por ocho semanas consecutivas mientras que en Latinoamérica fue el primer lugar en más de diez países en el Hit Parade ayudando aún más la comercialización del disco.[cita requerida].
La letra describe narra una historia profunda y emotiva personal ya que comienza con una mujer siendo violada. A medida que la historia avanza, descubre que ella está embarazada y se encuentra enfrentando la incertidumbre y el dolor de estar sola en esta situación.

## Otras versiones
La canción se encuentra en varias versiones de álbumes de la cantante:
1. Cántalo tú mismo (1993) Versión original de karaoke
2. ¡De pelos! Lo mejor de la Trevi (1997) Versión remix para radio (×2)
3. No soy monedita de oro (1999) Versión remix[4]
4. La trayectoria (2006) Versión en vivo[5]